# Danmark hjælper Ungarn
Danmark hjælper Ungarn er en dansk dokumentarfilm fra 1957 instrueret af Svend Aage Lorentz.

## Handling
Filmen skildrer Dansk Røde Kors' indsats i forhold til de ungarske flygtninge i 1956. I efteråret forsøger Dansk Røde Kors at sende en ambulance til Ungarn i forbindelse med den sovjetiske invasion. Ambulancetoget bliver nægtet adgang og må blive i Østrig for at hjælpe de ungarske flygtninge der. Først i november får Røde Kors lov til at komme til Budapest med et lazaret med 150 sygeplejersker og læger. I de 16 dage Røde Kors står for lazarettet i Budapest bliver der uddelt 82.000 portioner mad. Den 3. december 1956 bliver lazarettet overdraget til almindelig hospitalsførsel. De ungarske flygtninge i Østrig bliver inviteret til flere forskellige destinationer, deriblandt Danmark. Filmen følger gennem en fiktiv synsvinkel, som er indtalt af Helle Virkner, de ungarske flygtninges tanker om at skulle forlade deres land og fortid og stole på, at fremtiden vil blive bedre et andet sted. I flygtningelejren i Hald Ege fortælles om flygtningenes første jul i Danmark deres anderledes skikke og julesange. Det fremhæves afsluttende, at Røde Kors' arbejde i verden netop går på tværs af nationalitet, religion og race ud fra credoet, at alle mennesker i verden er brødre.